# 李家俊
李家俊（1955年11月—），浙江省绍兴市人。材料学家。

## 生平
1978年10月至1982年8月，就读于天津大学机械系金相专业。毕业后留校任教，先后任教于天津大学机械系和材料系。1991年，赴英国留学。1995年，获得英国威尔士大学材料工程专业博士学位。
1995年，回天津大学材料系任教。1997年12月，晋升为教授。1997年6月至1998年9月，任天津大学材料科学与工程学院院长。2001年8月，任天津工业大学党委副书记、校长。2003年2月，任天津市科学技术委员会主任。2011年1月，接替前校长龚克，任天津大学校长。2016年9月30日，任天津大学党委书记。2021年8月，不再担任天津大学党委书记职务。
2013年，当选第十二届全国人大代表。2018年2月24日，当选为第十三届全国人大代表。